# Cecidomyia collinsoniae
Cecidomyia collinsoniae är en tvåvingeart som först beskrevs av Beutenmuller 1908.  Cecidomyia collinsoniae ingår i släktet Cecidomyia och familjen gallmyggor.
Artens utbredningsområde är New York. Inga underarter finns listade i Catalogue of Life.